# Crumpler
Pour les articles homonymes, voir Crumpler (homonymie).
Crumpler est une marque  australienne de sacs et d’accessoires pour hommes, fondée à Melbourne en 1995. D'abord spécialisée dans les messenger bags, la société s'est depuis élargie à différents types de sacs (voyage, appareil photos, caméras, housses...).

## Pop Up Store
En octobre 2015, la marque a ouvert une boutique éphémère rue des Halles à Paris à la petite Crémerie de Paris à côté de la Crémerie de Paris de l'Hôtel de Villeroy,.